# Philippe Mora
Philippe Mora (ur. w 1949 w Paryżu we Francji) – australijski reżyser i scenarzysta filmowy.
Urodził się w 1949 roku we Francji, ale od 1951 wychowywał się w Melbourne, w Australii. W młodości zarabiał, rysując komiksy w magazynie Oz.
W 1976 jego film Brother, Can You Spare a Dime został nominowany do Złotego Globu w kategorii Najlepszy film dokumentalny. W 1977 został nominowany przez Australijski Instytut Filmowy do nagrody AFI za film Szalony pies Morgan (Mad Dog Morgan) w kategorii Najlepszy reżyser.

## Filmografia
- 1969 – Trouble in Molopolis
- 1973 – Swastyka (Swastika)
- 1975 – Brother Can You Spare a Dime
- 1976 – Szalony pies Morgan (Mad Dog Morgan)
- 1982 – The Beast Within
- 1983 – Powrót Kapitana Niezwyciężonego (The Return of Captain Invincible)
- 1984 – A Breed Apart
- 1985 – Skowyt 2: Twoja siostra jest wilkołakiem (Howling II: Stirba - Werewolf Bitch)
- 1986 – Death of a Soldier
- 1987 – Skowyt III: Torbacze (Howling III)
- 1989 – Wspólnota (Communion)
- 1994 – Art Deco Detective
- 1996 – Precious Find
- 1997 – Pterodactyl Woman from Beverly Hills
- 1997 – Pogarda i uprzedzenie (Snide and Prejudice)
- 1997 – Znowu w akcji (Back in Business)
- 1998 – Joseph's Gift
- 1999 – According to Occam's Razor
- 1999 – Mercenary II: Thick & Thin
- 2001 – Burning Down the House
- 2009 – The Times They Ain't a Changin'
- 2009 – Zagadka Gertrudy Stein albo pół żartem, pół sztuka (The Gertrude Stein Mystery or Some Like It Art)
- 2011 – Niemieccy synowie (German Sons)
- 2012 – Continuity